# ニック・ベギーチ
ニコラス・ジョセフ・ベギーチ・シニア(英語: Nicholas Joseph Begich Sr., 1932年4月6日 – 1972年12月29日) は、アメリカ合衆国の政治家、アラスカ州選出のアメリカ合衆国下院議員(通算1期)。所属政党は民主党。
1972年、小型飛行機の失踪事故で行方不明となり、死亡宣告を受けた。

## 経歴・人物
クロアチア系移民の両親のもとに生まれたベギーチは、ミネソタ州イブレスで生まれ育った。1952年にセントクラウド州立大学で文学士号を、1954年にミネソタ大学で文学修士号をそれぞれ取得し、コロラド・ボールダー大学とノースダコタ大学で大学院のコースを受講した。アンカレッジ高校にカウンセラーとして働き始めると、公立学校で勤務を続け、フォート・リチャードソンの学校で校長となった。
1962年、ベギーチはアラスカ州上院議員に当選し、政界入り。州上院議員2期目の途中だった1968年、ベギーチはアラスカ州全州選挙区から連邦下院議員選挙に出馬したが、共和党現職のハワード・ポロックに敗れた。1970年、下院議員選挙に再び立候補し、共和党新人のフランク・マルコウスキー（後に上院議員やアラスカ州知事を務めた銀行家）を破り、当選を果たした。1972年選挙でもベギーチは再出馬し、8月22日に行われた予備選挙では70%近い票を得てその存在感を見せつけたが、選挙期間中の10月16日に航空機の失踪事故(後述)に遭い行方不明となった。投票日の11月7日を迎えても、ベギーチは行方不明のままであったが、56％の票を得て、共和党のドン・ヤング(得票率44%)を破り当選を果たした。しかし、同年12月29日ベギーチが死亡宣告を受けたため、1973年特別選挙が開催。同選挙にはベギーチの妻ペギーが民主党予備選に出馬するも落選。前年の選挙でも共和党候補を務めたヤングが当選を果たした。
1976年、失踪事故を記念して、チュガッチ山地の2つの山頂がベギッチ・ピーク、ボッグス・ピークと名付けられた。

## 小型飛行機失踪事故
1972年10月16日、アンカレッジからジュノーへの飛行中の小型飛行機セスナ310Cが行方不明となった。同機には、ベギーチ、ヘイル・ボッグス下院多数党院内総務、ベギーチの補佐官とパイロットAの計4名が搭乗していた。乗客３名は選挙運動のために移動する途中だった。

### 事故の詳細
パイロットAはパン・アラスカ航空の社長兼チーフパイロットを務める人物で、アラスカでの飛行経験も豊富なベテランであった。
8時59分、パン・アラスカ航空N1812Hはアラスカ州アンカレッジ国際空港を出発。フライト予定表では、アンカレッジを9時に出発後、V-317航空路を経由してヤクタト上空を通過。目的地のジュノー国際空港には12時半に到着する予定だった。パイロットAと管制との間で、天候やジュノー空港の滑走路の使用状況についてのやりとりはあったが、異変を知らせる通信は無かった。管制塔との最後の通信は9時12分のことだった。13時15分、N1812Hが予定時刻を過ぎてもジュノー空港に到着していなかったため、アラスカ州エルメンドルフ空軍基地のアメリカ空軍レスキュー・コーディネーション・センターに通知。13時45分に捜索が開始された。
捜索には沿岸警備隊、海軍、陸軍、空軍のほか、民間航空警察、民間の捜索救助機が投入された。約100機の航空機のほか、軍用戦略偵察機のSR-71(ブラックバード)も捜索に加わった。N1812Hの捜索範囲は326,000平方マイルと広く、のべ3,602時間、合計1,033回も航空機による捜索が行われたが、遺体はおろか機体の破片すら発見できず、失踪から39日後の11月24日に捜索は正式に終了した。12月29日、誰の遺体も発見されないまま、4人全員の死亡宣告が行われた。

### 装備の不足
セスナ機はアラスカ州法「Downed Aircraft Transmitting Devices」に基づき、緊急探知機(ELT)の携帯を義務付けられていたが、法が発効したのは事故直前の1972年9月6日のことだった。ただし、既存の航空機には1973年12月30日までの猶予期間が与えられていた。
事故当時、パンアラスカ航空は飛行中のパイロットにELTの携帯を義務付けていたが、捜索中にN1812Hからのものと思われるELT信号は聞こえなかった。事故後、N1812Hとは別の飛行機の中で、パイロットAの携帯用ELTが発見された。搭乗前、パイロットAのブリーフケースの中にポータブルELTに似た物体を見たという証言もあったが、事故の調査を担当した国家運輸安全委員会は、パイロットも航空機もELTを持っていなかったと結論付けている。
また、アラスカ州の法律では長距離の飛行を行う際、航空機にサバイバル用品を備え付けなければならないことになっているが、事故後N1812Hにあるはずのサバイバル用品が別の機体から発見された。また、出発前にN1812Hを確認した従業員の証言によれば、キャビンにサバイバル用品に似た物品は無かったという。

## 家族
ベギーチは妻ペギーとの間に6人の子供をもうけた。
- 兄:ジョセフ・ベギーチ - ミネソタ州・イプレス市長、ミネソタ下院議員[10]。
- 息子:マーク・ベギーチ - アンカレッジ市議会議員に当選し、その後同市の市長に就任、2008年選挙でアメリカ上院議員(アラスカ州)に当選した[11]。マークは2014年選挙でも上院再選を目指したが落選[12]。2018年にはアラスカ州知事選に出馬したが落選している。
- 息子:トーマス・スコット・ベギーチ - アラスカ州上院議員[13]。
- 妻:ペギー・ベギーチ - 失踪前から不倫関係にあったマフィアのジェリー・マックス・ペイズリーと再婚[14]。1984年と1986年の下院議員選挙に出馬するも現職のドン・ヤングに敗れた。